# Ante Jozić
Ante Jozić (Trilj, 16. siječnja 1967.) hrvatski je katolički nadbiskup, od 2024. godine apostolski nuncij u Armeniji i Gruziji.

## Obrazovanje i svećeništvo
Ante Jozić rođen je 16. siješnja 1967. god. u Trilju. Osnovnu školu završio je u Trilju, a sjemenište i bogosloviju u Splitu. Za svećenika ga je zaredio splitsko-makarski nadbiskup Ante Jurić, 28. lipnja 1992. Od 1992. do 1995. bio je na službi kapelana u Makarskoj, a potom ga nadbiskup šalje u Rim na studij (1995. – 1999.). U diplomatsku službu Svete Stolice stupio je 1. srpnja 1999. Djelovao je u diplomatskim predstavništvima Svete Stolice u Indiji (1999. – 2003.), Ruskoj Federaciji (2003. – 2009.) i Hong Kongu (Kina) (2009. – 2019.).

## Nadbiskup
Papa Franjo imenovao ga je naslovnim nadbiskupom Cisse i apostolskim nuncijem u Obali Bjelokosti, 2. veljače 2019. godine.
Zbog teške prometno nesreće u travnju 2019. i njegova oporavka biskupsko ređenje je odgođeno za ožujak 2020., no zbog pandemije korona virusa ponovno je odgođeno. Papa Franjo imenovanog nadbiskupa Antu Jozića, 21. svibnja 2020. imenovao je apostolskim nuncijem u Bjelorusiji. Od kolovoza 2024. apostolski je nuncij u Armeniji i Gruziji.